# شهرستان مورتون (کانزاس)
شهرستان مورتون، کانزاس (به انگلیسی: Morton County, Kansas) یک سکونتگاه مسکونی در ایالات متحده آمریکا است که در کانزاس واقع شده‌است.